# Ivan Lesiak
Ivan Lesiak (Luka Vrbovečka, 5. listopada 1929. - Zagreb, 29. travnja 2008.) bio je hrvatski kipar i crtač.

## Životopis
Diplomirao je na Akademiji likovnih umjetnosti u Zagrebu 1959. godine, u klasi Frane Kršinića. Bio je član grupe Biafra od 1970. – 1978. Radio je iskucane reljefe u cinku, mjedi, bakru, čeliku i aluminiju. Također se bavio i crtežom te slikarstvom. Višekratno samostalno izlagao u Zagrebu (1978., 1980., 1982., 1985., 1987., 1989.). Studijski boravio u Grčkoj 1963./1964., te Egiptu 1973./1974.

## Nagrade
Dobitnik je Zlatne medalje Večernjeg lista 1968. godine, ULUH-ove nagrade za kiparstvo 1970. godine, Nagrade Vladimir Nazor za likovne umjetnosti 1995. godine, Nagrade HAZU 2002. godine.